# Elfenbenskusten i olympiska sommarspelen 1992
Elfenbenskusten deltog i de olympiska sommarspelen 1992 med en trupp bestående av 13 deltagare, men ingen av landets deltagare erövrade någon medalj.

## Friidrott
Damernas 100 meter
- Patricia Foufoué Ziga

Damernas höjdhopp
- Lucienne N'Da
  - Kval — 1,79 m (→ gick inte vidare)